# Justified and Lovin' It Live

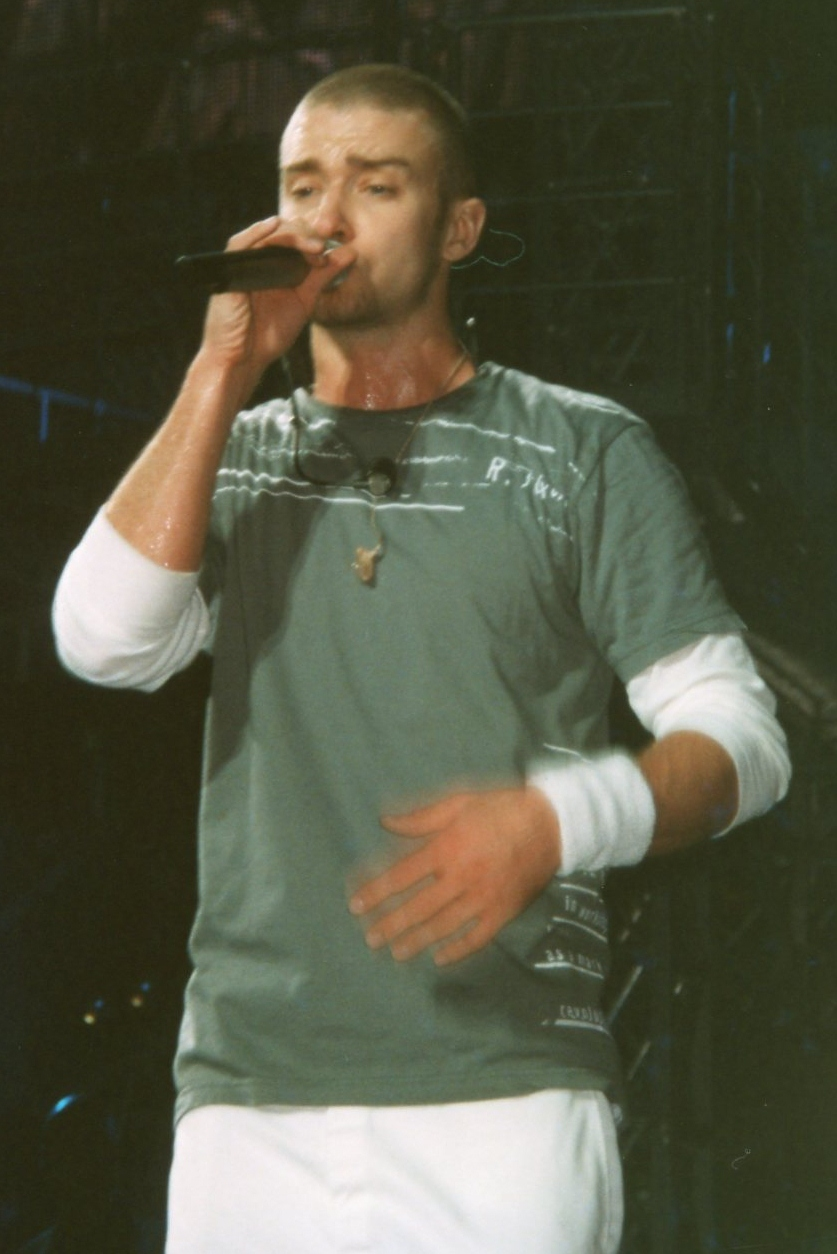
Imatge de Justin Timberlake durant la gira.

Justified and Lovin' It Live (també conegut com a Justified World Tour) va ser la segona gira musical del cantant estatunidenc Justin Timberlake. El recorregut és essencialment una continuació del seu Justified/Stripped Tour amb Christina Aguilera. La gira de suport al seu àlbum debut, Justified. El tour va arribar a Amèrica del Nord, Europa i Austràlia.

## Antecedents
Al setembre de 2003, la cadena de restaurants McDonald's va anunciar que Timberlake era el portaveu de la campanya publicitària «I'm lovin' it». Ell va gravar la cançó del mateix nom-produïda per The Neptunes, que va ser servir en els anuncis del restaurant i llançada com senzill el desembre de 2003. Més tard, McDonald's va anunciar que seria l'auspiciador de la gira de Justin, que era la continuació del seu reeixit tour nord-americà amb Christina Aguilera. Timberlake va dir: «M'encanta el que Mcdonald's fa amb la nova campanya «I'm lovin' it» i és genial ser-ne part […]. Compartim el mateix públic, gent a qui li agrada passar-lo bé.»

## Actes d'obertura
- Lemar (Europa) (només en algunes dates)
- Solange (Regne Unit)

## Llista de cançons
| Justin Timberlake |
| --- |
| 1. «Ghetto blaster» (conté elements de «Like i love you», «Girlfriend» i «Rock your body») (vídeo introducció) 2. «Rock your body» 3. «Right for me»(conté elements de Planet Rock) 4. Medley: 1. «Gone» 2. «Girlfriend» 3. «Señorita» 5. «Still on my brain» 6. «Nothin' else» 7. «Cry me a river» 8. «Let's take a ride» 9. «Beat box» (ball intermedi) 10. «I'm lovin' it» 11. «Last night» 12. «Take me now» 13. «Take it from here» 14. Bis: 1. «Like i love you» |

## Dates de la gira
| Data                   | Ciutat           | País             | Seu                                       |
| ---------------------- | ---------------- | ---------------- | ----------------------------------------- |
| Europa                 |                  |                  |                                           |
| 7 de maig de 2003      | Sheffield        | England          | Hallam FM Arena                           |
| 9 de maig de 2003      | Manchester       | England          | Manchester Evening News Arena             |
| 10 de maig de 2003     | Manchester       | England          | Manchester Evening News Arena             |
| 11 de maig de 2003     | Newcastle        | England          | Telewest Arena                            |
| 12 de maig de 2003     | Birmingham       | England          | NEC Arena                                 |
| 14 de maig de 2003     | Londres          | England          | Wembley Arena                             |
| 15 de maig de 2003     | Londres          | England          | Wembley Arena                             |
| 17 de maig de 2003     | Londres          | England          | London Docklands Arena                    |
| 18 de maig de 2003     | Londres          | England          | London Docklands Arena                    |
| Amèrica del Nord       |                  |                  |                                           |
| 13 d'octubre de 2003   | Washington, D.C. | Estats Units     | 9:30 Club                                 |
| 14 d'octubre de 2003   | Norfolk          | Estats Units     | The NorVa                                 |
| 16 d'octubre de 2003   | Cleveland        | Estats Units     | Agora Theatre                             |
| 17 d'octubre de 2003   | Detroit          | Estats Units     | State Theatre                             |
| 19 d'octubre de 2003   | Memphis          | Estats Units     | The New Daisy Theatre                     |
| Europa                 |                  |                  |                                           |
| 16 de novembre de 2003 | Gant             | Bèlgica          | Flanders Sports Arena                     |
| 17 de novembre de 2003 | Colònia          | Alemanya         | Kölnarena                                 |
| 19 de novembre de 2003 | Múnic            | Alemanya         | Olympiahalle                              |
| 22 de novembre de 2003 | Hamburg          | Alemanya         | Color Line Arena                          |
| 24 de novembre de 2003 | Frankfurt        | Alemanya         | Festhalle                                 |
| 25 de novembre de 2003 | Berlín           | Alemanya         | Velodrom                                  |
| 26 de novembre de 2003 | Arnhem           | Països Baixos    | GelreDome XS                              |
| 29 de novembre de 2003 | París            | França           | Palais Omnisports de Paris-Bercy          |
| 30 de novembre de 2003 | París            | França           | Palais Omnisports de Paris-Bercy          |
| 1 de desembre 2003     | Birmingham       | Anglaterra       | National Indoor Arena                     |
| 2 de desembre 2003     | Birmingham       | Anglaterra       | National Indoor Arena                     |
| 3 de desembre 2003     | Birmingham       | Anglaterra       | National Indoor Arena                     |
| 5 de desembre 2003     | Londres          | Anglaterra       | Earls Court Exhibition Centre             |
| 6 de desembre 2003     | Londres          | Anglaterra       | Earls Court Exhibition Centre             |
| 7 de desembre 2003     | Londres          | Anglaterra       | Earls Court Exhibition Centre             |
| 8 de desembre 2003     | Londres          | Anglaterra       | Earls Court Exhibition Centre             |
| 10 de desembre 2003    | Manchester       | Anglaterra       | Manchester Evening News Arena             |
| 11 de desembre 2003    | Manchester       | Anglaterra       | Manchester Evening News Arena             |
| 12 de desembre 2003    | Manchester       | Anglaterra       | Manchester Evening News Arena             |
| 14 de desembre 2003    | Sheffield        | Anglaterra       | Hallam FM Arena                           |
| 15 de desembre 2003    | Sheffield        | Anglaterra       | Hallam FM Arena                           |
| 17 de desembre 2003    | Belfast          | Irlanda del Nord | Odyssey Arena                             |
| 18 de desembre 2003    | Belfast          | Irlanda del Nord | Odyssey Arena                             |
| 20 de desembre 2003    | Dublín           | Irlanda          | Point Theatre                             |
| 21 de desembre 2003    | Dublín           | Irlanda          | Point Theatre                             |
| 9 de gener de, 2004    | Londres          | Anglaterra       | Earls Court Exhibition Centre             |
| 10 de gener de 2004    | Londres          | Anglaterra       | Earls Court Exhibition Centre             |
| 11 de gener de 2004    | Londres          | Anglaterra       | Earls Court Exhibition Centre             |
| 14 de gener de 2004    | Glasgow          | Escòcia          | Scottish Exhibition and Conference Centre |
| 15 de gener de 2004    | Glasgow          | Escòcia          | Scottish Exhibition and Conference Centre |
| 16 de gener de 2004    | Glasgow          | Escòcia          | Scottish Exhibition and Conference Centre |
| 18 de gener de 2004    | Birmingham       | Anglaterra       | National Indoor Arena                     |
| 19 de gener de 2004    | Birmingham       | Anglaterra       | National Indoor Arena                     |
| 21 de gener de 2004    | Newcastle        | Anglaterra       | Telewest Arena                            |
| 22 de gener de 2004    | Newcastle        | Anglaterra       | Telewest Arena                            |
| 23 de gener de 2004    | Manchester       | Anglaterra       | Manchester Evening News Arena             |
| 24 de gener de 2004    | Manchester       | Anglaterra       | Manchester Evening News Arena             |
| 25 de gener de 2004    | Manchester       | Anglaterra       | Manchester Evening News Arena             |
| Australia              |                  |                  |                                           |
| 11 de juny de 2004     | Melbourne        | Austràlia        | Festival Hall                             |
| 12 de juny de 2004     | Melbourne        | Austràlia        | Festival Hall                             |
| 13 de juny de 2004     | Melbourne        | Austràlia        | Festival Hall                             |
| 16 de juny de 2004     | Sydney           | Austràlia        | Hordern Pavilion                          |
| 17 de juny de 2004     | Sydney           | Austràlia        | Hordern Pavilion                          |
| 18 de juny de 2004     | Sydney           | Austràlia        | Hordern Pavilion                          |
| 19 de juny de 2004     | Brisbane         | Austràlia        | Lyric Theatre                             |